# 御舘村
御舘村（みたてむら）は福島県田村郡にかつて存在した村である。

## 地理
- 現在の郡山市の東部に位置する。

## 歴史

### 村域の変遷
- 1889年（明治22年）4月1日 - 町村制施行により、下枝村・柳橋村・黒木村・駒板村・木目沢村・牛縊村・本郷村・中津川村が合併し田村郡御舘村が発足。
- 1956年（昭和31年）9月1日 - 御舘村は宮城村と合併し中田村が発足。御舘村は消滅。

変遷表
| 1868年 以前 | 1868年 以前 | 明治22年 4月1日 | 昭和31年 9月1日 | 昭和40年 8月1日 | 現在   |
| ----------- | ----------- | --------------- | --------------- | --------------- | ------ |
|             | 下枝村      | 御舘村          | 中田村          | 郡山市 に編入   | 郡山市 |
|             | 柳橋村      | 御舘村          | 中田村          | 郡山市 に編入   | 郡山市 |
|             | 黒木村      | 御舘村          | 中田村          | 郡山市 に編入   | 郡山市 |
|             | 駒板村      | 御舘村          | 中田村          | 郡山市 に編入   | 郡山市 |
|             | 木目沢村    | 御舘村          | 中田村          | 郡山市 に編入   | 郡山市 |
|             | 牛縊村      | 御舘村          | 中田村          | 郡山市 に編入   | 郡山市 |
|             | 本郷村      | 御舘村          | 中田村          | 郡山市 に編入   | 郡山市 |
|             | 中津川村    | 御舘村          | 中田村          | 郡山市 に編入   | 郡山市 |

## 大字
- 下枝（したえだ）
- 柳橋（やなぎはし）
- 黒木（くろき）
- 駒板（こまいた）
- 木目沢（このめざわ）
- 牛縊（うしくびり）
- 本郷（ほんごう）
- 中津川（なかつがわ）

## 人口・世帯

### 人口
総数 [単位： 人]
| 1889年（明治22年） | 3,586 |
| 1920年（大正 9年） | 4,592 |
| 1947年（昭和22年） | 6,264 |

### 世帯
総数 [単位： 世帯]
| 1920年（大正 9年） | 581 |
| 1947年（昭和22年） | 620 |